# Golden Globe 1969
La 26ª edizione della cerimonia di premiazione di Golden Globe si è tenuta il 24 febbraio 1969 al Coconut Grove dell'Ambassador Hotel di Los Angeles, California.
Francoise Ruggieri è stata la Golden Globe Ambassador dell'edizione.

## Premi per il cinema
Vengono di seguito indicati in grassetto i vincitori.
Ove ricorrente e disponibile, viene indicato il titolo in lingua italiana e quello in lingua originale tra parentesi.

### Miglior film drammatico
- Il leone d'inverno (The Lion in Winter), regia di Anthony Harvey
- I due mondi di Charly (Charly), regia di Ralph Nelson
- L'uomo di Kiev (The Fixer), regia di John Frankenheimer
- L'uomo venuto dal Kremlino (The Shoes of the Fisherman), regia di Michael Anderson
- L'urlo del silenzio (The Heart Is a Lonely Hunter), regia di Robert Ellis Miller

### Miglior film commedia o musicale
- Oliver!, regia di Carol Reed
- Appuntamento sotto il letto (Yours, Mine and Ours), regia di Melville Shavelson
- Funny Girl, regia di William Wyler
- La strana coppia (The Odd Couple), regia di Gene Saks
- Sulle ali dell'arcobaleno (Finian's Rainbow), regia di Francis Ford Coppola

### Miglior regista
- Paul Newman - La prima volta di Jennifer (Rachel, Rachel)
- Anthony Harvey - Il leone d'inverno (The Lion in Winter)
- Carol Reed - Oliver!
- William Wyler - Funny Girl
- Franco Zeffirelli - Romeo e Giulietta (Romeo e Giulietta)

### Miglior attore in un film drammatico
- Peter O'Toole - Il leone d'inverno (The Lion in Winter)
- Alan Arkin - L'urlo del silenzio (The Heart Is a Lonely Hunter)
- Alan Bates - L'uomo di Kiev (The Fixer)
- Tony Curtis - Lo strangolatore di Boston (The Boston Strangler)
- Cliff Robertson - I due mondi di Charly (Charly)

### Migliore attrice in un film drammatico
- Joanne Woodward - La prima volta di Jennifer (Rachel, Rachel)
- Mia Farrow - Rosemary's Baby - Nastro rosso a New York (Rosemary's Baby)
- Katharine Hepburn - Il leone d'inverno (The Lion in Winter)
- Vanessa Redgrave - Isadora
- Beryl Reid - L'assassinio di Sister George (The Killing of Sister George)

### Miglior attore in un film commedia o musicale
- Ron Moody - Oliver!
- Fred Astaire - Sulle ali dell'arcobaleno (Finian's Rainbow)
- Jack Lemmon - La strana coppia (The Odd Couple)
- Walter Matthau - La strana coppia (The Odd Couple)
- Zero Mostel - Per favore, non toccate le vecchiette (The Producers)

### Migliore attrice in un film commedia o musicale
- Barbra Streisand - Funny Girl (Funny Girl)
- Julie Andrews - Un giorno... di prima mattina ( Star!)
- Lucille Ball - Appuntamento sotto il letto (Yours, Mine and Ours)
- Petula Clark - Sulle ali dell'arcobaleno (Finian's Rainbow)
- Gina Lollobrigida - Buonasera, signora Campbell (Buona Sera, Mrs. Campbell)

### Miglior attore non protagonista
- Daniel Massey - Un giorno... di prima mattina (Star!)
- Beau Bridges - Un uomo per Ivy (For Love of Ivy)
- Ossie Davis - Joe Bass l'implacabile (The Scalphunters)
- Hugh Griffith - Oliver!
- Hugh Griffith - L'uomo di Kiev (The Fixer)
- Martin Sheen - La signora amava le rose (The Subject Was Roses)

### Migliore attrice non protagonista
- Ruth Gordon - Rosemary's Baby - Nastro rosso a New York (Rosemary's Baby)
- Barbara Hancock - Sulle ali dell'arcobaleno (Finian's Rainbow)
- Abbey Lincoln - Un uomo per Ivy (For Love of Ivy)
- Sondra Locke - L'urlo del silenzio (The Heart Is a Lonely Hunter)
- Jane Merrow - Il leone d'inverno (The Lion in Winter)

### Migliore attore debuttante
- Leonard Whiting - Romeo e Giulietta (Romeo e Giulietta)
- Alan Alda - Leone di carta (Paper Lion)
- Daniel Massey - Un giorno... di prima mattina (Star!)
- Michael Sarrazin - L'onda lunga (The Sweet Ride)
- Jack Wild - Oliver!

### Migliore attrice debuttante
- Olivia Hussey - Romeo e Giulietta (Romeo e Giulietta)
- Ewa Aulin - Candy e il suo pazzo mondo (Candy)
- Jacqueline Bisset - L'onda lunga (The Sweet Ride)
- Barbara Hancock - Sulle ali dell'arcobaleno (Finian's Rainbow)
- Sondra Locke - L'urlo del silenzio (The Heart Is a Lonely Hunter)
- Leigh Taylor-Young - Lasciami baciare la farfalla (I Love You, Alice B. Toklas!)

### Migliore sceneggiatura
- Stirling Silliphant - I due mondi di Charly (Charly)
- Mel Brooks - Per favore, non toccate le vecchiette (The Producers)
- James Goldman - Il leone d'inverno (The Lion in Winter)
- Roman Polański - Rosemary's Baby - Nastro rosso a New York (Rosemary's Baby)
- Dalton Trumbo - L'uomo di Kiev (The Fixer)

### Migliore colonna sonora originale
- Alex North - L'uomo venuto dal Kremlino (The Shoes of the Fisherman)
- John Barry - Il leone d'inverno (The Lion in Winter)
- Krzysztof Komeda - Rosemary's Baby - Nastro rosso a New York (Rosemary's Baby)
- Michel Legrand - Il caso Thomas Crown (The Thomas Crown Affair)
- Nino Rota - Romeo e Giulietta (Romeo e Giulietta)
- Richard M. Sherman e Robert B. Sherman - Citty Citty Bang Bang (Chitty Chitty Bang Bang)

- Lionel Bart era stato nominato per Oliver! ma in seguito fu tolto dalla lista dei nominati.

### Migliore canzone originale
- The Windmills of Your Mind, musica di Michel Legrand, testo di Alan Bergman e Marilyn Bergman - Il caso Thomas Crown (The Thomas Crown Affair)
- Buona Sera, Mrs. Campbell, testo e musica di Riz Ortolani e Melvin Frank - Buonasera, signora Campbell (Buona Sera, Mrs. Campbell)
- Chitty Chitty Bang Bang, musica e testo di Richard M. Sherman e Robert B. Sherman - Citty Citty Bang Bang (Chitty Chitty Bang Bang)
- Funny Girl, musica di Jule Styne, testo di Bob Merrill - Funny Girl (Funny Girl)
- Star!, musica di Jimmy Van Heusen, testo di Sammy Cahn e Marilyn Bergman - Un giorno... di prima mattina (Star!)

### Miglior film straniero in lingua inglese
- Romeo e Giulietta (Romeo e Giulietta), regia di Franco Zeffirelli
- Benjamin, regia di Michel Deville
- Buonasera, signora Campbell (Buona Sera, Mrs. Campbell), regia di Melvin Frank
- Joanna, regia di Michael Sarne
- Poor Cow, regia di Ken Loach

### Miglior film straniero in lingua straniera
- Guerra e pace (Voina i mir), regia di Sergej Bondarcuk (Unione Sovietica)
- Baci rubati (Baisers volés), regia di François Truffaut (Francia)
- Ho incontrato anche zingari felici (Skupljaci perja), regia di Aleksandar Petrović (Jugoslavia)
- La sposa in nero (La mariée était en noir), regia di François Truffaut (Francia)
- La vergogna (Skammen), regia di Ingmar Bergman (Svezia)

## Premi per la televisione
Vengono di seguito indicati in grassetto i vincitori. Ove ricorrente e disponibile, viene indicato il titolo in lingua italiana e quello in lingua originale tra parentesi.

### Miglior trasmissione televisiva
- Rowan & Martin's Laugh-In (Rowan & Martin's Laugh-In)
- The Carol Burnett Show (The Carol Burnett Show)
- Doris Day Show (The Doris Day Show)
- Giulia (Julia)
- The Name of the Game (The Name of the Game)

### Miglior star televisiva maschile
- Carl Betz - Judd for the Defense (Judd for the Defense)
- Raymond Burr - Ironside (Ironside)
- Peter Graves - Missione Impossibile (Mission: Impossible)
- Dean Martin - The Dean Martin Show (The Dean Martin Show)
- Efrem Zimbalist Jr. - The F.B.I. (The F.B.I.)

### Miglior star televisiva femminile
- Diahann Carroll - Giulia (Julia)
- Doris Day - Doris Day Show (The Doris Day Show)
- Hope Lange - La signora e il fantasma (The Ghost & Mrs. Muir)
- Elizabeth Montgomery - Vita da strega (Bewitched)
- Nancy Sinatra - The Nancy Sinatra Show (The Nancy Sinatra Show)

## Premi onorari
- Golden Globe alla carriera: Gregory Peck
- Henrietta Award - Il migliore attore del mondo
  - Sidney Poitier
  - Richard Burton
  - Sean Connery
- Henrietta Award - La miglior attrice del mondo
  - Sophia Loren
  - Julie Andrews
  - Elizabeth Taylor